# London and North Eastern Railway
London and North Eastern Railway (LNER) var ett brittiskt järnvägsbolag som bildades 1923 genom Railways Act 1921. Bolaget var det näst största av de fyra stora järnvägsbolagen i Storbritannien och existerade fram till 1948 när järnvägen förstatligades till British Railways.

## Bildande
LNER bildade genom sammanslagning av flera järnvägsbolag, varav de största var:
- Great Eastern Railway
- Great Central Railway
- Great Northern Railway
- Great North of Scotland Railway
- Hull and Barnsley Railway
- North British Railway
- North Eastern Railway

Vid bildandet förfogade LNER över 10 610 km spår, 7 700 lok samt 42 fartyg.